# 中城干站
中城干站（韓語：중성간역）是朝鮮民主主義人民共和國慈江道城干郡的一個鐵路車站，属于满浦线。

## 历史
- 1942年11月1日，开通使用[1]。

## 邻近车站
满浦线
雙芳洞站 - 中城干站 - 城干站